# George-VI-Sund
Der George-VI-Sund (in Chile Canal Jorge VI, in Argentinien Canal Sarmiento) ist eine vereiste, fjordartige Meerenge von etwa 480 km Länge, welche die Alexander-I.-Insel von der Westküste des Palmerlands auf der Antarktischen Halbinsel trennt. Im nördlichen Teil verläuft die gesamte Rymill-Küste an seiner Westküste, südlich und westlich schließt sich ein Teil der English-Küste an. In seiner Breite variiert der Sund, der größtenteils durch das George-VI-Schelfeis eingenommen wird, zwischen 24 und 64 km.
Entdeckt wurde er vom US-amerikanischen Polarforscher Lincoln Ellsworth bei einem Überflug im Jahr 1935. Erforscht wurde er von Teilnehmern der British Graham Land Expedition (1934–1937) unter Leitung des australischen Polarforschers John Rymill sowie 1940 bei der United States Antarctic Service Expedition (1939–1941). Rymill benannte den Sund nach dem britischen Monarchen Georg VI. (1895–1952). Namensgeber der argentinischen Benennung ist Domingo Faustino Sarmiento (1811–1888), Präsident von Argentinien zwischen 1868 und 1874.